# 臺灣福音書房
臺灣福音書房（英語：Taiwan Gospel Book Room），簡稱TWGBR，是李常受於1949年受倪柝聲差遣前往台湾開展工作後創辦的一个有廣泛影響的著名的基督教出版機構，專門出版倪柝声与李常受的著作。倪柝聲、李常受二人的著作不僅數量繁多，而且内容遠較一般基督教著作深奥，注重信徒内裡「屬靈生命」的功课、高峰真理、召會團體事奉與建造等。其中套装書包含《倪柝聲文集》、《新舊約生命讀經》、《新約總論》、《真理課程》及《生命課程》等等。
其地址位在台北市中正區金山南路一段72号（台北市召会第一聚会所），並於台北市信義區信義路四段460號22樓（信基大樓）設有編輯部。

## 歷史

### 前身─羅星塔福音書房、上海福音書房
台湾福音書房的前身可以追溯到1924年倪柝聲首創的福州「羅星塔福音書房」。1927年倪柝声定居上海以后，将羅星塔福音書房一并迁往上海，改名上海福音書房。上海福音书房在1928年至1948年一直在哈同路240弄（文德里），1948年迁往南陽路145号新建的大会所。上海福音书房先后出版的百余种书报（绝大部分都是倪柝声的著作），对于地方教会在各地的兴起和坚固，所起的作用不可低估。上海福音书房的编辑主要是李渊如。上海福音书房一直存在到1958年中国大陆基督教开始「联合礼拜」的前夕。

### 在台成立
1949年，李常受成立臺灣福音書房。1978年，台湾福音书房正式改组为「财团法人台湾福音书房」。
2010年1月11日，臺灣福音書房營業部及庫房遷至第二門市（台北市松山區健康路166號）。
2014年6月10日，臺灣福音書房發布公開聲明，抨擊中國反邪教協會等單位把地方召會及臺灣福音書房與呼喊派連在一起，強調與呼喊派無涉，支持中華人民共和國政府依法取締邪教。
2017年，臺灣福音書房第二門市遷至信基大樓一樓。

## 門市

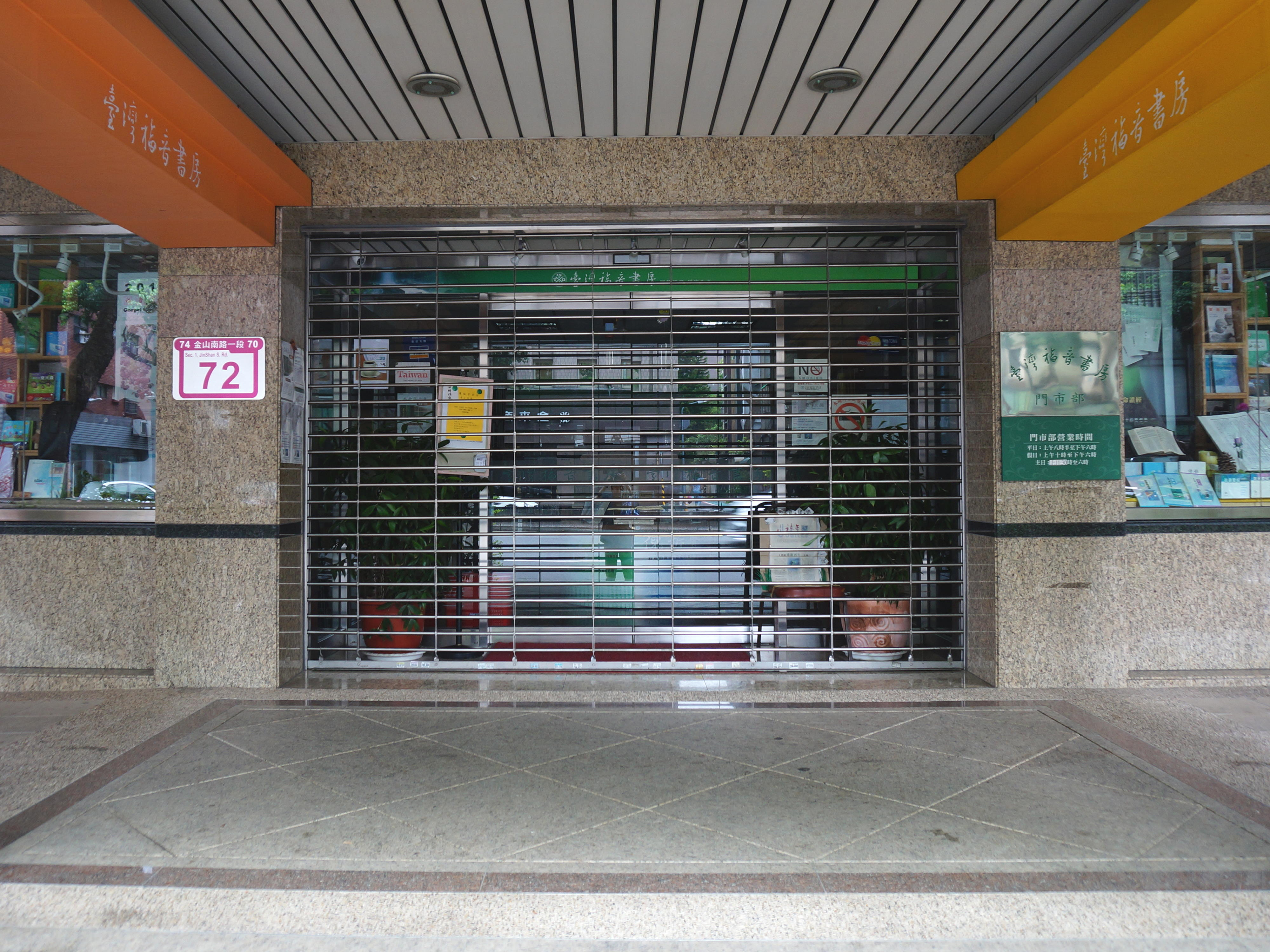
臺灣福音書房第一門市

- 第一門市：臺北市中正區金山南路一段72號1樓（台北市召會第一聚會所）
- 第二門市：臺北市信義區信義路四段462號1樓（信基大樓）
- 批發門市：臺北市松山區健康路166號B1樓

## 外部連結
- 臺灣福音書房 （页面存档备份，存于）
- 臺灣福音書房的Facebook專頁